# Willem de Waard
Willem de Waard (Vlaardingen, 6 mei 1917 - 's-Gravenhage, 20 februari 2009) was Engelandvaarder.

## 1941
Samen met zijn boezemvriend Ab Homburg, die hij sinds de kleuterschool kende, wilde hij naar Engeland gaan. Ze hadden ook samen op de lagere school en de HBS gezeten en waren allebei in militaire dienst geweest. Ze benaderden Cor Sporre, die een vletje had van ruim vier meter. Deze lag bij de Hoogovens in IJmuiden, waar Sporre werkte. Ze kochten een buitenboordmotor en verstopten deze onder een berg cokes op het Hoogovensterrein. Sporre zorgde voor brandstof, Homburg kreeg een kompas van zijn broer en van een trawlervisser leerde hij daarmee om te gaan. Verder was er niet veel voorbereiding. Ze hadden geen zwemvest of oliekleding, en als proviand hadden ze slechts wat chocoladerepen en wat water.
Op 22 maart lieten ze het bootje te water, de motor werd onder een juteak verstopt en rustig peddelden ze naar zee. Ze werden even beschenen door een Duits zoeklicht, maar kennelijk werden ze niet gezien, want het licht draaide verder. Eenmaal op zee werd  de motor opgehangen en gestart en zo voeren ze volgens hun kompas in de richting van Harwich. Ze werden allemaal zeeziek. Toen er een grote golf in hun bootje terechtkwam, moesten ze hun papieren uit hun aktetas halen om met die tas te hozen.
Op 24 maart kwamen ze bij Harwich aan. Een Engelse torpedojager pikte hen op en gaf hun te eten en drinken. Hun bootje werd aan boord gehesen, leeggegooid en in beslag genomen. Door een motorbootje werden ze van boord gehaald en naar wal gebracht. Na uitgebreide verhoren kwam Willem de Waard bij de Prinses Irene Brigade. Daarna kreeg hij een opleiding bij de Commando's in Schotland. In september 1944 werd hij ingezet voor Operatie Market Garden. Hij landde met generaal Urquhart met een glider in een aardappelveldje bij Oosterbeek. De Waard kwam met enkele Engelsen in een Duitse hinderlaag en raakte gewond aan zijn voet. Hij werd gevangengenomen en naar een krijgsgevangenkamp in Bad Fallingbostel in Duitsland gestuurd. Zijn voet hoefde niet geamputeerd te worden. In 1945 werd hij door de Britten bevrijd. Hij kwam in juli terug in Nederland en werd wegens zijn voet meteen gedemobiliseerd.

## 1998
Op 15 april 1998 werd de tocht in een gemotoriseerde roeiboot opnieuw gemaakt, ditmaal door Hans Weeber uit Den Haag. De Zr. Ms. Willemstad escorteerde de roeiboot en leerlingen van het Segbroekcollege volgen de tocht. Willem de Waard en zijn echtgenote gingen ook mee.

## Onderscheidingen
- Bronzen Kruis, K.B. no 5 van 6 november 1941[5]
- Verzetsherdenkingskruis